# Kiwix

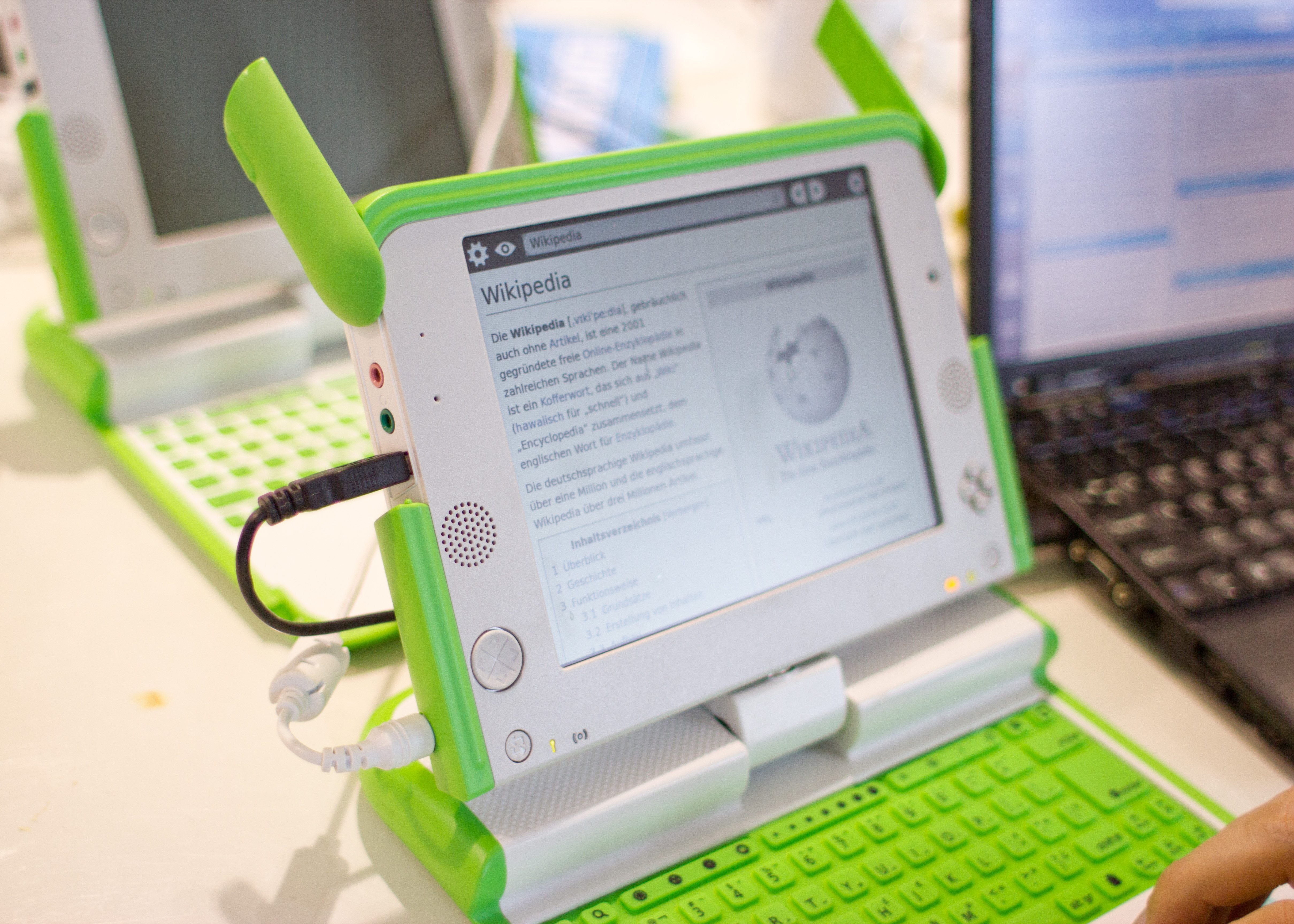
Kiwix op een OLPC laptop.

Kiwix is een opensourceprogramma dat wordt gebruikt om offline Wikipedia te bekijken. De software is gemaakt voor computers zonder internettoegang en scholen in ontwikkelingslanden waar er geen internet is of het duur is. De makers van Kiwix hebben speciaal met deze gedachte een versie uitgebracht voor de organisatie SOS Kinderdorpen. Kiwix is oorspronkelijk alleen voor de Wikipedia ontwikkeld, maar is tegenwoordig beschikbaar voor alle Wikimedia-projecten.
Het project is opgeslagen in ZIM-formaat en bevat gecomprimeerde inhoud van artikelen. Kiwix gebruikt het framework van Mozilla en is beschikbaar in meer dan 80 talen. Er kan mee worden gezocht op tekst. Het programma heeft tabbladnavigatie en de mogelijkheid om artikelen te exporteren naar pdf- en HTML- bestandsformaat.

## Verwijzingen
- (de) (en) (es) (fr) Officiële webpagina
- (en)  planet.kiwix.org, "voorbeelden". Gearchiveerd op 17 januari 2011.
- (en)  "Welcome to the Kiwix-plug".